# Куп СР Југославије у кошарци
Куп СР Југославије у кошарци је био национални кошаркашки куп Савезне Републике Југославије, који је настао 1992. распадом СФРЈ и расформирањем Купа Југославије. Одржано је укупно 11 сезона овог такмичења, а 2003. када је СР Југославија променила име у Србија и Црна Гора, такмичење је преименовано у Куп Радивоја Кораћа.

## Освајачи
| Сезона                       | Финале          | Финале    | Финале              |
| ---------------------------- | --------------- | --------- | ------------------- |
| Сезона                       | Победник        | Резултат  | Поражени            |
| 1992/93. (Сремска Митровица) | ОКК Београд     | 104 : 91  | КК Партизан         |
| 1993/94. (Нови Сад)          | КК Партизан     | 104 : 102 | КК Црвена звезда    |
| 1994/95. (Чачак)             | КК Партизан     | 84 : 81   | КК Спартак Суботица |
| 1995/96. (Никшић)            | КК Будућност    | 126 : 115 | КК Партизан         |
| 1996/97. (Ниш)               | КК ФМП Железник | 105 : 92  | КК Партизан         |
| 1997/98. (Никшић)            | КК Будућност    | 78 :71    | КК Беобанка         |
| 1998/99. (Београд)           | КК Партизан     | 80 : 62   | КК ФМП              |
| 1999/00. (Лесковац)          | КК Партизан     | 79 : 66   | КК Здравље          |
| 2000/01. (Вршац)             | КК Будућност    | 87 : 72   | КК Партизан         |
| 2001/02. (Подгорица)         | КК Партизан     | 88 : 81   | КК Будућност        |

- У загради поред сезоне се налази град у коме је играно финале.

### Успешност клубова
| Пласман | Екипа               | Победник                                      | Финалиста                            |
| ------- | ------------------- | --------------------------------------------- | ------------------------------------ |
| 1       | КК Партизан         | 5 1993/94, 1994/95, 1998/99, 1999/00, 2001/02 | 4 1992/93, 1995/96, 1996/97, 2000/01 |
| 2       | КК Будућност        | 3 1995/96, 1997/98, 2000/01                   | 1 2001/02                            |
| 3       | КК ФМП              | 1 1996/97                                     | 1 1998/99                            |
| 4       | ОКК Београд         | 1 1992/93                                     |                                      |
| 5       | КК Здравље          |                                               | 1 1999/00                            |
| 6       | КК Беобанка         |                                               | 1 1997/98                            |
| 7       | КК Спартак Суботица |                                               | 1 1994/95                            |
| 8       | КК Црвена звезда    |                                               | 1 1993/94                            |